# Tên lửa đẩy nhiên liệu rắn

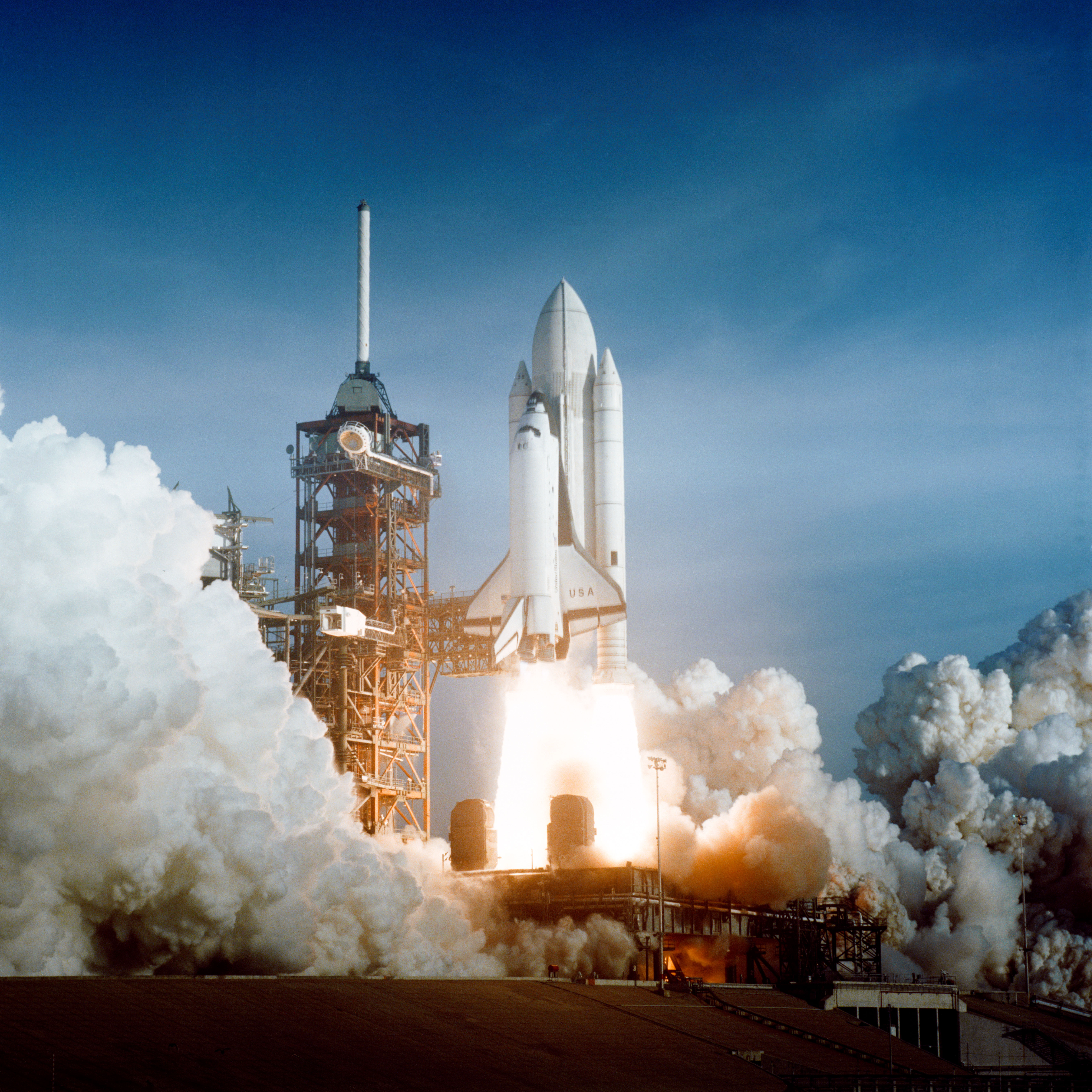
Phi thuyền không gian được phóng đi nhờ 2 tầng đẩy nhiên liệu rắn, hay còn gọi là SRBs

Một Tên lửa đẩy nhiên liệu rắn là tên lửa có động cơ sử dụng nhiên liệu rắn (nhiên liệu/chất oxy hóa). Tên lửa thời kỳ đầu sử dụng nhiên liệu rắn làm bằng bột thuốc súng; chúng được sử dụng trên chiến trường bởi người Trung Quốc, Ấn Độ, Mông cổ, Ba tư, vào thế kỷ thứ 13.
Tất cả các loại tên lửa được sử dụng nhiên liệu dạng rắn hoặc thuốc súng, đến tận thế kỷ 20, khi mà tên lửa nhiên liệu lỏng cho thấy chúng cung cấp hiệu suất lớn hơn và có khả năng điều chỉnh đường bay. Tên lửa nhiên liệu rắn vẫn còn tiếp tục sử dụng ngày nay trong quân sự, các mẫu tên lửa mô hình, tầng khởi tốc tên lửa nhiên liệu rắn... vì tính đơn giản và sự đáng tin cậy của nó.
Tên lửa nhiên liệu rắn có thể bảo quản trong ống phóng trong thời gian dài mà không làm giảm sút chất lượng của nhiên liệu, và thực tế là chúng luôn hoạt động một cách tin cậy. Sự thể hiện kém hơn của nhiên liệu rắn so với nhiên liệu lỏng không thiên vị cho sự sử dụng chúng trong các tên lửa mô hỉnh cỡ nhỏ thông thường mà bình thường được sử dụng để đưa lên quỹ đạo các vệ tinh thương mại và các vệ tinh không gian lớn. Nhiên liệu rắn, tuy nhiên, lại được thường xuyên sử dụng như là nhiên liệu cho tầng khởi tốc, nhằm tăng tải trọng hoặc duy trì quay ổn định cho tầng bên trên khi yêu cầu một tốc độ cao hơn mức cần thiết. Tên lửa nhiên liệu rắn được dùng trong các vụ phóng tên lửa lên quỹ đạo thấp với tải trọng dưới 2 tấn hoặc tải trọng thoát lên đến 500 kg.

## Nguyên lý cơ bản

Giản đồ tên lửa nhiên liệu rắn
1. Hỗn hợp nhiên liệu oxy hóa rắn bên trong tên lửa, với hình trụ rỗng ở giữa
2. Bộ phận phát hỏa sẽ đốt cháy bề mặt của nhiên liệu rắn.
3. Phần trụ rỗng đóng vai trò như buồng đốt.
4. Khí nóng phụt ra qua lỗ phụt, mà có thể điều chỉnh để thay đổi lực đẩy.
5. Luồng khí phụt.

Một động cơ tên lửa nhiên liệu rắn bao gồm vỏ, phễu thoát khí, bộ phận kích nổ, thành phần nhiên liệu rắn dạng hạt.
Hạt nhiên liệu rắn bị đốt cháy với khối lượng lớn theo công thức cố định để sản sinh ra khí phụt tuân theo định luật dòng chảy Taylor–Culick. Kích thước của miệng xả được tính toán nhằm duy trì áp suất trong buồng cháy trong khi luồng khí đang được xả ra ngoài.
Một khi đã được kích hoạt, động cơ nhiên liệu rắn sẽ không dừng lại mà sẽ cháy đến hết vì nó chứa tất cả các thành phần gây cháy bên trong buồng đốt. Những động cơ rắn tiên tiến hơn có thể tự tắt, rồi lại được kích hoạt trở lại thông qua điều khiển hình dạng của miệng xả hoặc thông qua các lỗ xả. Ngoài ra, động cơ xung có thể đốt cháy phân đoạn và có thể kích hoạt theo lệnh điều khiển.
Các thiết kế hiện đại có bao gồm miệng xả có thể chỉnh hướng, cải tiến về điện tử, mang theo dù để thu hồi, cơ chế tự hủy, động cơ có thể điều khiển, motor điều khiển hướng, mô tơ điều chỉnh thay đổi độ cao, vật liệu phủ bảo vệ nhiệt

## Lịch sử
Triểu Tống cổ đại là những người đầu tiên phát minh và sử dụng thuốc phóng nhiên liệu rắn. Ghi chép Huolongjing của nhà lịch sử quân sự/ triết gia thời Minh Jiao Yu đã khẳng định người Trung Quốc đã sử dụng thuốc phóng rắn trong một thứ gọi là "hỏa tiễn", trong đó, người ta gắn một ống có chứa thuốc súng lên một cây gây, đóng vai trò như là để điều chỉnh hướng bắn cho mũi tên. Người Trung Quốc đã sử dụng vũ khí này trong cuộc chống lại sự bao vây của quân Mông Cổ trong trận bao vây Khai Phong 
Động cơ nhiên liệu rắn đã được phát minh bởi kỹ sư hàng không  người Mỹ Jack Parsons tại Caltech năm 1942, ông đã thay thế nguyên liệu 2 thành phần bằng asphalt và KClO4. Động cơ với nhiên liệu mới cháy chậm hơn đã đảm bảo phù hợp về kích thước và thời gian hoạt động cho các tên lửa hỗ trợ cất cánh (JATO). Sau đó, Charles Bartley, nhân viên phòng thí nghiệm lực đẩy JPL (Caltech), thay thế asphalt bằng chất liệu cao su tổng hợp, cho phép tạo ra nhiên liệu hỗn hợp rắn có khả năng đàn hồi và giữ hình dạng hình học, từ đó giúp các kỹ sư có thể tạo ra được các động cơ tên lửa cỡ lớn. Công ty Atlantic thậm chí còn đưa tra một hỗn hợp nhiên liệu rắn giúp nhiên liệu có thời gian cháy kéo dài hơn nữa bằng cách thêm bột nhôm vào, thành phần bột nhôm chiếm 20% thành phần nhiêu liệu tên lửa.
Kỹ thuật Tên lửa nhiên liệu rắn đã được phát triển cả về kích cỡ và năng lực của nó trong suốt những năm giũa thế kỷ 20, nhằm mục đích sử dụng trong quân sự. Sau những phát triển ban đầu về tên lửa liên lục địa nhiên liệu lỏng vào những năm 1940s và 1950s, cả Liên Xô và Mỹ đã bắt tay vào chế tạo tên lửa chiến thuật tầm ngắn, tầm trung và liên lục địa bao gồm cả phiên bản phóng từ mặt biển/ trên không.
Tính đến cuối những năm 1980s và tiếp tục đến năm 2020, nhiều nước đã tiến hành phát triển công nghệ tên lửa nhiên liệu rắn dùng cho các chuyến bay trong quỹ đạo, phần lớn các thiết kế là sử dụng động cơ tên lửa nhiên liệu rắn, như là một lực đẩy phụ trong giai đoạn bắt đầu phóng, cung cấp lực nâng phụ trợ cho động cơ chính nhiên liệu lỏng. Một số thiết kế sử dụng động cơ nhiên liệu rắn ở các tầng trên của tên lửa, ví dụ như dòng tên lửa Proton của Nga, tên lửa Ariane 5 của châu Âu, Atlas V của Mỹ hay như tên lửa H-II của Nhật.
Động cơ tên lửa nhiên liệu rắn lớn nhất từng được phát triển là 3 động cơ tên lửa nhiên liệu rắn mỗi chiếc có đường kích 6,6m của Aerojet tại Florida. Động cơ 260 SL-1 và SL-2 có đường kính 6,63m, dài 24,59m và nặng 842.900 kg, nó có lực đẩy tối đa là 16 MN. Thời gian cháy là 2 phút. Miệng xả lớn đến nỗi có thể đi bộ bên trong. Động cơ có khả năng hoạt động tương đương với 8 động cơ nhiên liệu lỏng Saturn Itầng khởi động nhưng không được đưa vào sử dụng. Động cơ 260 SL-3 có kích thước và khối lượng tương đương nhưng có lực đẩy tối đa 24 MN (5.400.000 lbf) cùng với thời gian cháy ngắn hơn.

## Thiết kế
Việc thiết kế bắt đầu với yêu cầu về lực đẩy, mà sẽ quyết định đến khối lượng nhiên liệu và chất oxy hóa. Hình dạng hạt nhiên liệu và thành phần hóa học sau đó sẽ được lựa chọn để thỏa mãn tính năng động cơ yêu cầu.
Những điều sau được chọn theo kinh nghiệm theo mô phỏng. Kết quả sẽ cho chính xác kích thước của hạt nhiên liệu, ống xả, và hình dạng vỏ tên lửa:
- Tốc độ cháy của Hạt nhiên liệu dự tính được, cho phép đưa ra diện tích bề mặt và áp suất buồng đốt.[cần dẫn nguồn]
- Áp suất buồng đốt được quyết định dựa theo đường kính miệng xả và tốc độ cháy của hạt nhiên liệu.
- Áp suất cho phép của buồng đốt là hàm số dựa theo thiết kế của vỏ ngoài.
- Khoảng thời gian đốt nhiên liệu được quyết định dựa vào độ dầy của mạng hạt nhiên liệu.[cần giải thích]

Hạt nhiên liệu có thể hoặc không được ép chặt với vỏ (bonded to the casing). Động cơ nhiên liệu rắn với vỏ thiết kế khó hơn vì sự biến dạng của bỏ và hạt nhiên liệu trong quá trình bay phải tương thích nhau.
Những kiểu lỗi của động cơ nhiên liệu rắn bao gồm sự đứt rạn của hạt nhiên liệu, sự thiếu kết nối lớp vỏ, và lỗ hổng không khí trong hạt nhiên liệu. Những điều này gây ra tăng tức thời trên bề mặt đốt cháy, làm tăng áp suất khí phụt, có thể làm vỡ nứt vỏ động cơ.
Một lỗi khác là mối hàn (seal) của vỏ, mối hàn là cần thiết trong trường hợp cần mở để nạp nhiên liệu rắn, một khi mối hàn bị rò rỉ, khí nóng sẽ bị thoát ra ngoài. Đây cũng chính là lỗi đã gây nên thảm họa tàu con thoi Challenger.

## Dạng hạt nhiên liệu
Nhiên liệu rắn cháy bắt đầu từ bề mặt nhiên liệu trong buồng đốt. Tại giai đoạn này, hình dạng của lõi rỗng của khoang nhiên liệu rắn sẽ đóng vai trò quan trọng ảnh hưởng đến khả năng của động cơ. Khi bề mặt nhiên liệu cháy, hình dạng của nó sẽ thay đổi, phần lớn thường chuyển từ bề mặt nhiên liệu sang dạng khí cháy hỗn hợp, lúc này lõi giữa chính là buồng đốt. Do thể tích nhiên liệu bằng với diện tích thiết diện As nhân với chiều dài của thanh nhiên liệu, thì tỉ lệ thể tích nhiên liệu tiêu thụ là diện tích tiết diện nhân với tỉ lệ cháy ḃ, và đạo hàm của khối lượng theo thời gian của khí cháy sẽ bằng khối lượng riêng của nhiên liệu nhân với tỉ lệ thể tích
{\displaystyle {\dot {m}}=\rho \cdot A_{s}\cdot {\dot {b}}}
Một vài dạng hay được sử dụng và dạng đường cong lực đẩy:

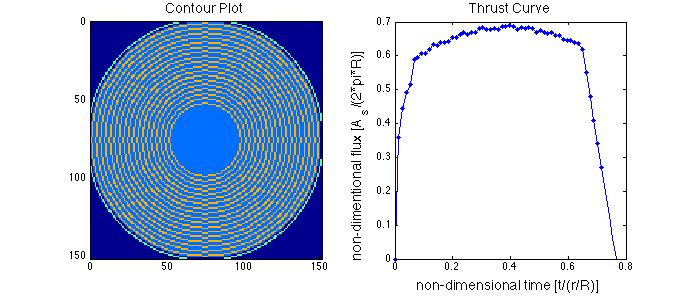
Mô phỏng theo đường bo tròn
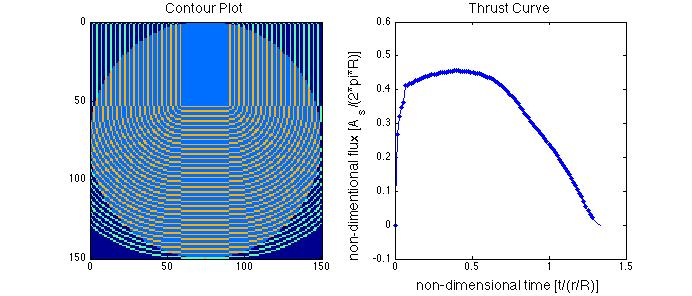
Mô phỏng kiểu đường rãnh - C
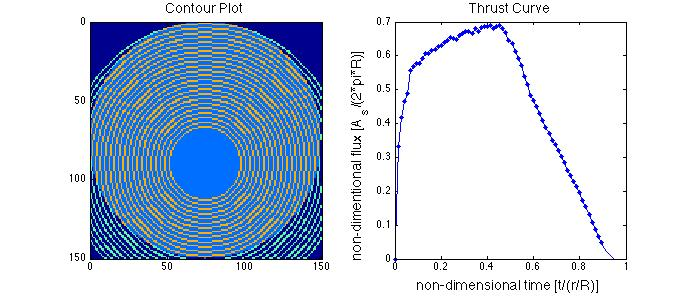
Mô phỏng cháy dạng mặt trăng
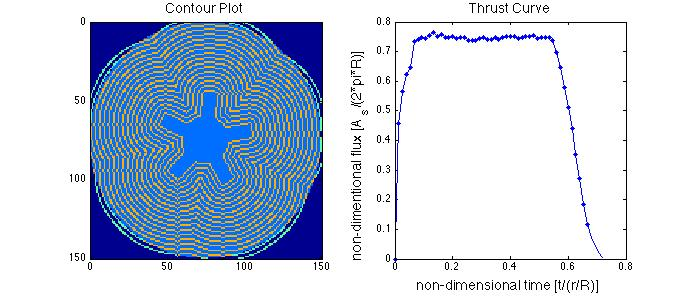
Nhiên liệu dạng hình sao

- Dạng bo tròn: trong hình dạng được mô phỏng trong Hệ thống thử nghiệm và đánh giá đạn đạo, sản sinh ra đường con lực tăng dần- giảm dần.
- Đốt cuối: nhiên liệu được đốt đầu này đến đầu kia dọc theo 1 trục, dạng này sản sinh ra một kỳ cháy lâu, ổn định, dù cho khó khăn trong vấn đề nhiệt, dịch chuyển thay đổi trọng tâm.
- C-slot: nhiên liệu với dạng nêm bị cắt một phía, cho phép sản sinh một lực đẩy đủ dài, khó khăn về vấn đề nhiệt và tính không đối xứng của trọng tâm.
- Moon burner: Lỗ dạng tròn lệch tâm sản sinh ra một chu trình dài tăng lực đẩy- giảm lực đẩy, nhưng gây ra sự không đối xứng trọng tâm nhẹ.
- Dạng hình sao: thường sử dụng dạng sao 5-6 cánh có thể sản sinh lực đẩy có đường cong dạng rất bằng phẳng, với đốt cháy nhanh hơn dạng lỗ tròn nhằm do diện tích bề mặt đốt lớn hơn.

## Lớp vỏ
Lớp vỏ có thể sử dụng nhiều loại vật liệu khác nhau. Bìa các tông được sử dụng cho các động cơ nhiên liệu rắn nhỏ sử dụng bột đen không khói, trong khi nhôm được sử dụng rộng rãi hơn cho các động cơ cỡ lớn đa nhiên liệu. Thép được sử dụng trong tầng khởi tốc của phi thuyền không gian. Các động cơ nhiên liệu rắn hiệu năng cao sử dụng sợi cacbon polymer dự ứng lực.
Vỏ phải được thiết kế sao cho chịu được áp suất và ứng suất của động cơ, kể cả ở nhiệt độ cao, vỏ bao gồm lớp vỏ chịu áp suất.
Để bảo vệ khỏi nhiệt từ khí nóng, còn có bổ sung thêm lớp cách nhiệt bên trong vỏ, giúp bảo vệ trong quá trình động cơ hoạt động, lớp này sẽ bị phá hủy dần để kéo dài tuổi thọ của vỏ động cơ.

## Miệng xả
Một miệng phụt Laval được thiết kế để sao cho luồng khí nóng thoát ra ngoài và sinh ra lực đẩy. Miệng xả phải được làm bằng vật liệu chịu nhiệt. Thông thường sử dụng vật liệu chịu nhiệt gốc cacbon, như graphite và carbon-carbon.
Một số thiết kế bao gồm cả thay đổi hướng luồng phụt bằng cách xoay cả toàn bộ ống xả, như ở trên tàu con thoi SRBs, bằng việc sử dụng van phản lực ở trên miệng xả như trên tên lửa V-2 hoặc bởi công nghệ thay đổi vector lực đẩy bằng vòi phun lỏng (LITV).
Tầng đầu tiên của tên lửa liên lục địa Minuteman sử dụng 1 động cơ với 4 miệng xả (có trục các đăng) cung cấp khả năng xoay, lật, quay tên lửa.
LITV là công nghệ chỉnh hướng phụt vằng vòi phun nhiên liệu lỏng thẳng vào dòng khí xả của tên lửa. Chất lỏng bay hơi và trong phần lớn các trường hợp phản ứng hóa học, sẽ giúp tăng thêm khối lượng dòng chảy về một phía của luồng phụt, do đó tạo ra lực đẩy điều khiển. Ví dụ, tầng đẩy nhiên liệu rắn của tên lửa đẩy Titan IIIC sử dụng chất lỏng là nitrogen teroxit để điều chỉnh luồng phụt, buồng chứa chất lỏng này có thể nhìn thấy ở 1 phía của tên lửa, giữa tầng chính trung tâm và tầng khởi tốc.